# Breite Straße 7 (Quedlinburg)

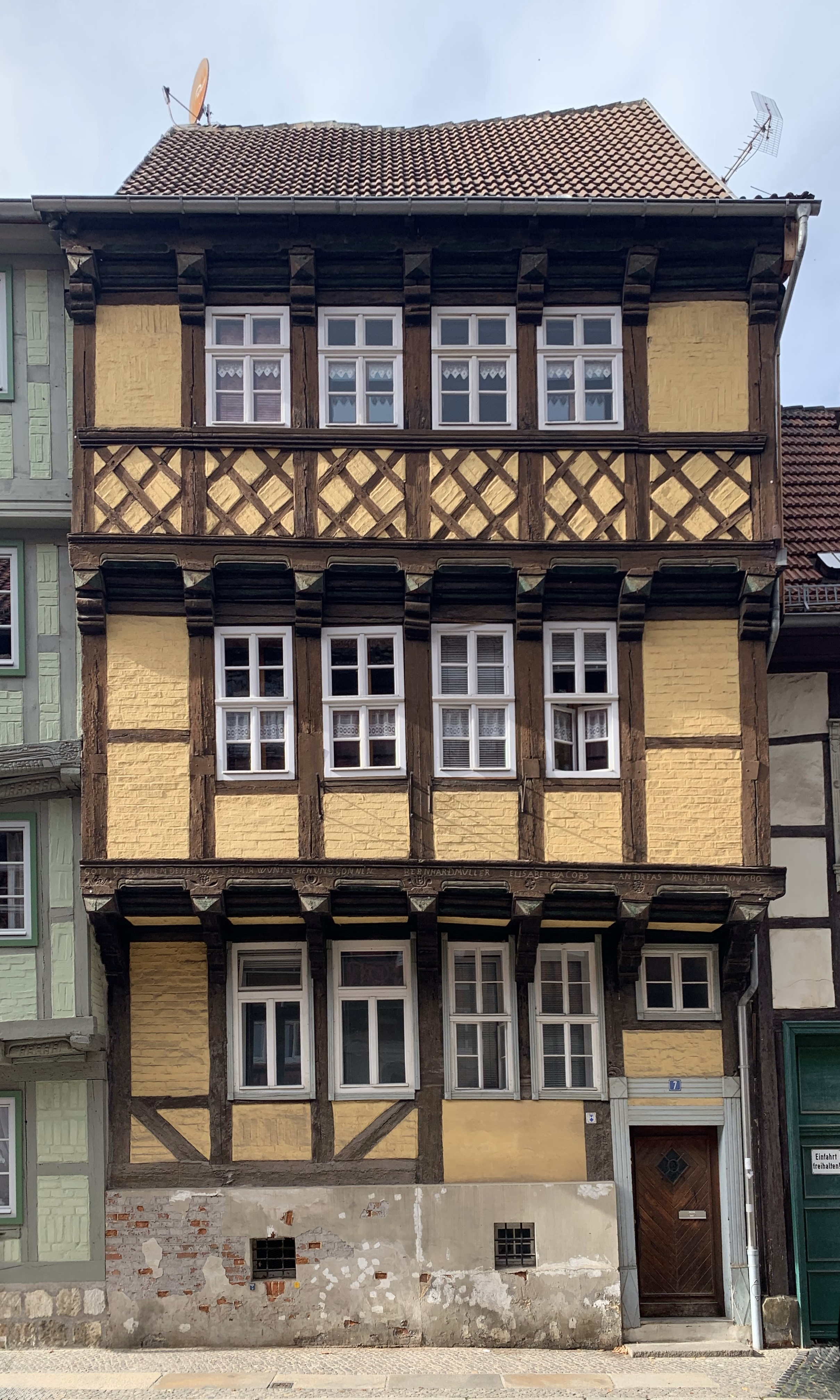
Haus Breite Straße 7

Das Haus Breite Straße 7 ist ein denkmalgeschütztes Gebäude in der Stadt Quedlinburg in Sachsen-Anhalt.

## Lage
Es befindet sich nordöstlich des Marktplatzes der Stadt und gehört zum UNESCO-Weltkulturerbe. Im Quedlinburger Denkmalverzeichnis ist es als Wohnhaus eingetragen. Südlich grenzt das gleichfalls denkmalgeschützte Haus Breite Straße 6, nördlich das Haus Breite Straße 8 an.

## Architektur und Geschichte
Das dreigeschossige Fachwerkhaus wurde nach einer Inschrift im Jahr 1686 vom Zimmermeister ANDREAS RÜHLE erbaut. Am Fachwerk finden sich diverse Verzierungen, so Rautenkreuze, Pyramidenbalkenköpfe, Knaggen und Schiffskehlen. Oberhalb eines Balkenkopf befindet sich ein seltenes Ornament an der Saumschwelle.
1987 wurden Restaurierungsarbeiten am Gebäude abgeschlossen.